# 細野俊晴
細野 俊晴（ほその としはる、1954年11月2日 - 2016年8月17日）は、静岡第一テレビ（SDT）元社員、元取締役編成事業局担当。元アナウンサー。

## 人物
身長185cm。立教大学社会学部産業関係学科卒業後、1977年4月に山梨放送へアナウンサーとして入社。山梨放送当時、ラジオ番組『青春キャンパス』（文化放送制作）で全国のキャンパスリーダー（ネット各局の番組担当アナウンサー）が一堂に会した企画の際、ジャイアント馬場の物真似を披露し、「谷村新司賞」を受賞している。また、1995年にオウム真理教が自動小銃密造事件の釈明を行った際にキャスターとして富士清流精舎へ出向き、幹部だった村井秀夫にインタビューをしている。
1999年3月をもって山梨放送を退社。同年4月、山梨放送と同じく日本テレビ系列で、隣接県の局である静岡第一テレビへ移籍。アナウンサーとして報道番組を中心に出演。その後アナウンサーから管理職、そして同局の役員へと昇進していった。日本テレビ系列のアナウンサーの同期で局の役員になった人物として、田中和彦（現南海放送代表取締役会長）がいる。2016年6月に取締役事業局担当を中村克弘へ引き継いだ。
2016年8月死去。
特技はギターの弾き語り。「24時間テレビ「愛は地球を救う」」のイベントとして静岡第一テレビ局舎前で開催された「静岡フォークジャンボリー」で、その腕前を披露したことがあった。

## アナウンサー時代の担当番組

### 山梨放送時代
- ズームイン!!朝!（山梨担当リポーター）
- 青春キャンパス（ラジオ YBS担当キャンパスリーダー）
- YBSホットスタジオ（ラジオ 木・金曜担当）[1]
- ほそのとしはるのラジオ土曜ワイド
- スポーツサンデー[1]
- サッカー中継

### 静岡第一テレビ時代
- 静岡○ごとワイド（1999年4月 - 2001年9月）
- ニュースプラス1しずおか
- ゴジラ・モスラ・キングギドラ 大怪獣総攻撃（アナウンサー役 2001年12月15日公開）[2]